# Ahmad Majdalani
Pour les articles homonymes, voir Majdalani.
Ahmad Majdalani, né le 23 avril 1955 à Damas, est un homme politique palestinien.
De 2019 à 2024, il est ministre du Développement social de la Palestine.

## Biographie

### Carrière professionnelle
Il est professeur de philosophie à l'université de Birzeit.

### Engagement politique
Secrétaire général du Front de lutte populaire palestinien après le décès de Samir Ghawshah, il est ensuite ministre sans portefeuille (2005–2006) puis ministre du Travail (2009–2011 puis 2013-2014).